# Bryce Dallas Howard
Bryce Dallas Howard (Los Angeles, 2 maart 1981) is een Amerikaanse actrice en regisseur.

## Biografie
Howard werd geboren in Los Angeles als de dochter van de acteur en regisseur Ron Howard, en schrijfster Cheryl Howard. Haar tweede naam, Dallas, is afkomstig van de plaats waar ze is verwekt. Ze studeerde aan de Tisch School of Arts en de Universiteit van New York, en later ook aan het Stella Adler Conservatory.
Haar eerste hoofdrol speelde ze als Ivy Walker in The Village (2004) van M. Night Shyamalan. In 2007 speelde ze de rol van Gwen Stacy in Spider-Man 3.
In 2010 verving Howard Rachelle Lefevre als de vrouwelijke vampier Victoria in The Twilight Saga: Eclipse (2010).
Sinds 2015 speelt ze als Claire Dearing tegenover Chris Pratt in de Jurassic World-films.
Ook regisseerde Howard sinds 2019 afleveringen van de televisieseries The Mandalorian en The Book of Boba Fett op Disney+.

### Privé
Howard is sinds 2006 getrouwd met de acteur Seth Gabel, met wie zij twee kinderen heeft.

## Filmografie
- Bibliothèque nationale de France: cb14641414m (data)
- Catàleg d'autoritats de noms i títols de Catalunya: 981058530824806706
- CiNii: DA19729167
- Gemeinsame Normdatei: 137823967
- International Standard Name Identifier: 0000 0001 1476 1642
- Library of Congress Control Number: no2005107483
- Nationale Bibliotheek van Letland: 000343009
- Nationale Bibliotheek van Tsjechië: js20050620006
- Nationale Bibliotheek van Israël: 987007425171705171
- Nationale Bibliotheek van Polen: a0000002283215
- Nederlandse Thesaurus van Auteursnamen: 291101992
- Istituto Centrale per il Catalogo Unico: UBOV954805
- Système universitaire de documentation: 104452021
- Virtual International Authority File: 84235017
- WorldCat: E39PBJkHpryP8CRQkM37P9hGpP